# Artúr Görgey
Artúr Görgey (30. ledna 1818, Toporec – 21. května 1916, Budapešť) byl uherský vojevůdce a politik.

## Biografie
Středoškolská studia ukončil na gymnáziu v Kežmarku. V rakouském Tullnu absolvoval vojenskou školu, kde pak dále sloužil jako nižší důstojník, později jako podporučík se stal členem císařské osobní stráže ve Vídni a v roce 1842 byl převelen do Pešti.
Po smrti otce opustil vojenskou službu a v roce 1845 se zapsal na univerzitu v Praze, aby se tam mohl věnovat studiu svého oblíbeného předmětu - chemii. Hlavním výsledkem jeho experimentální práce byl objev nové mastné kyseliny C11H23COOH, která se v homologické řadě nachází mezi kyselinou kapronovou a myristovou.
V druhé polovině května 1848 se přihlásil do nově založené národní gardy. 29. září 1848 byl velitelem husarského oddílu a na ostrově Csepelu předsedal mimořádném soudu, který obvinil uherského magnáta Eugena Zichyho (1809–1848), správce bělohradské župy a jeho bratra Pavla, že jsou spolčeni s blížícím se rakouským vojskem. Eugen Zichy byl na místě popraven a jeho bratr byl deportován jako vězeň do Pešti.
Byl nejvyšším generálem maďarské osvobozovací války v letech 1848–49. Po útěku Kossutha do Turecka v roce 1849 se na krátký čas stal i politickým vůdcem Maďarů. Když 13. srpna 1849 maďarská vojska složila zbraně, byl považován za zrádce Maďarů, ačkoli rozhodnutí bylo učiněno v maďarském velení.

## Galerie

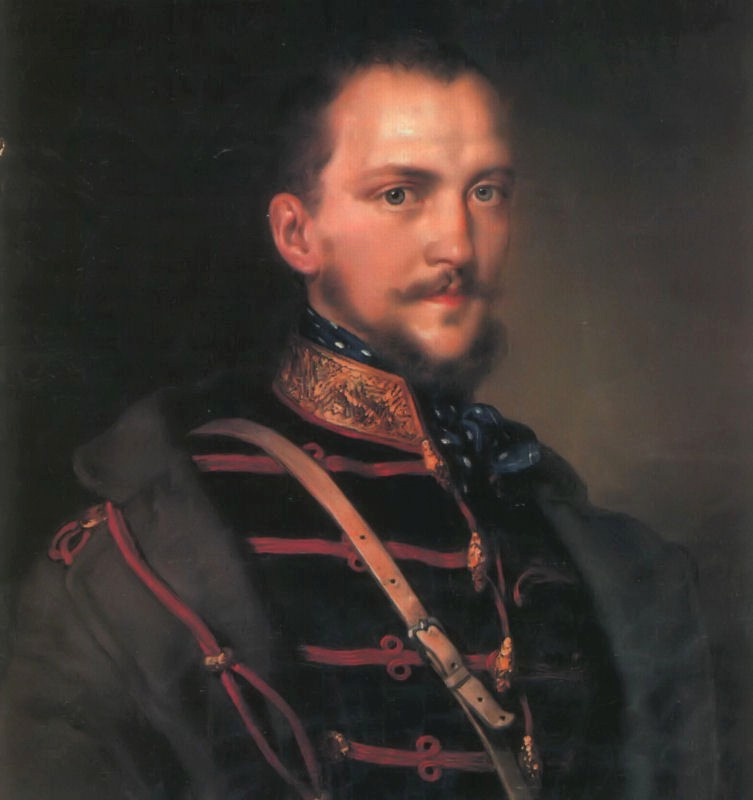
Artúr Görgey
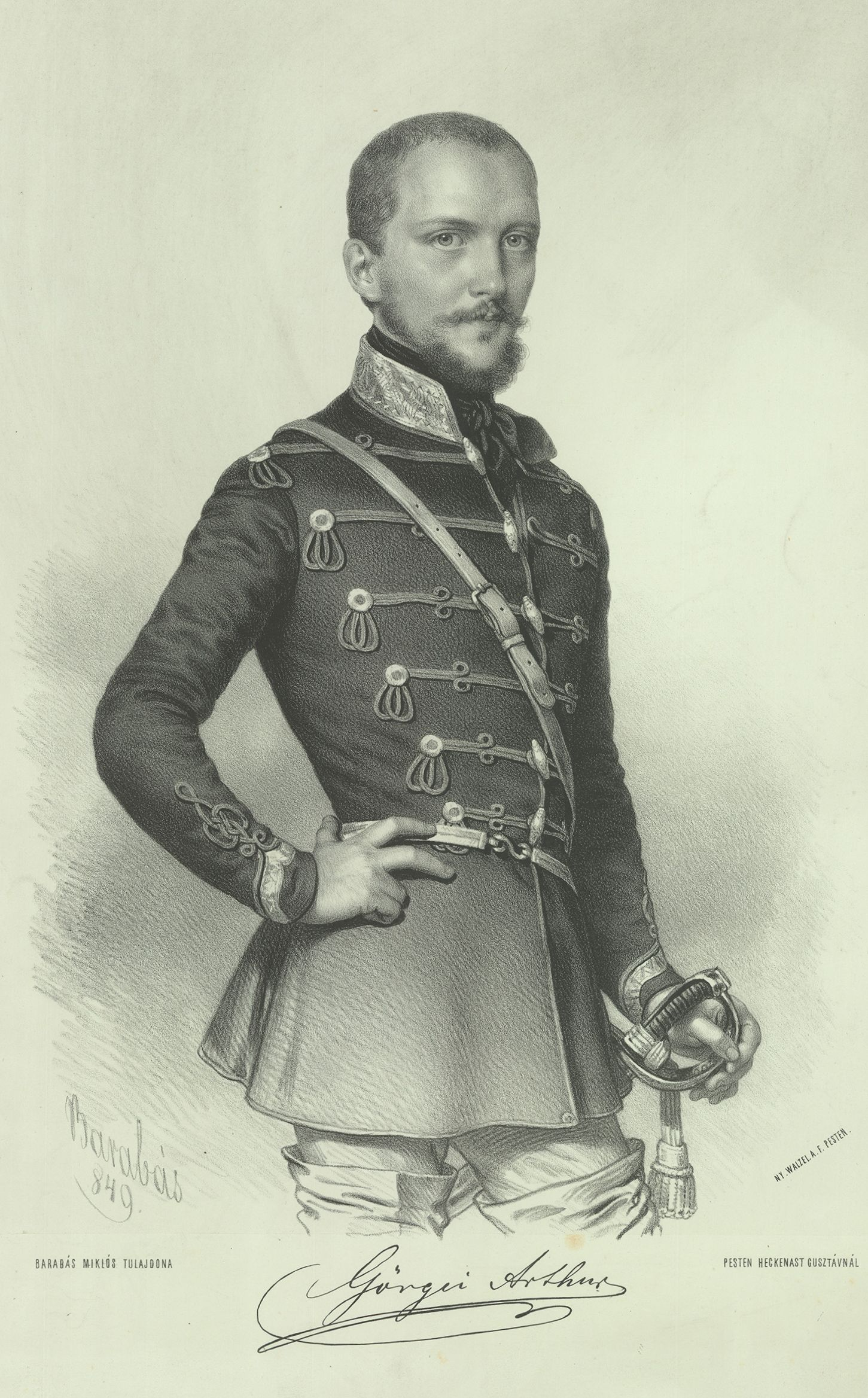
Artúr Görgey (cca 1848)
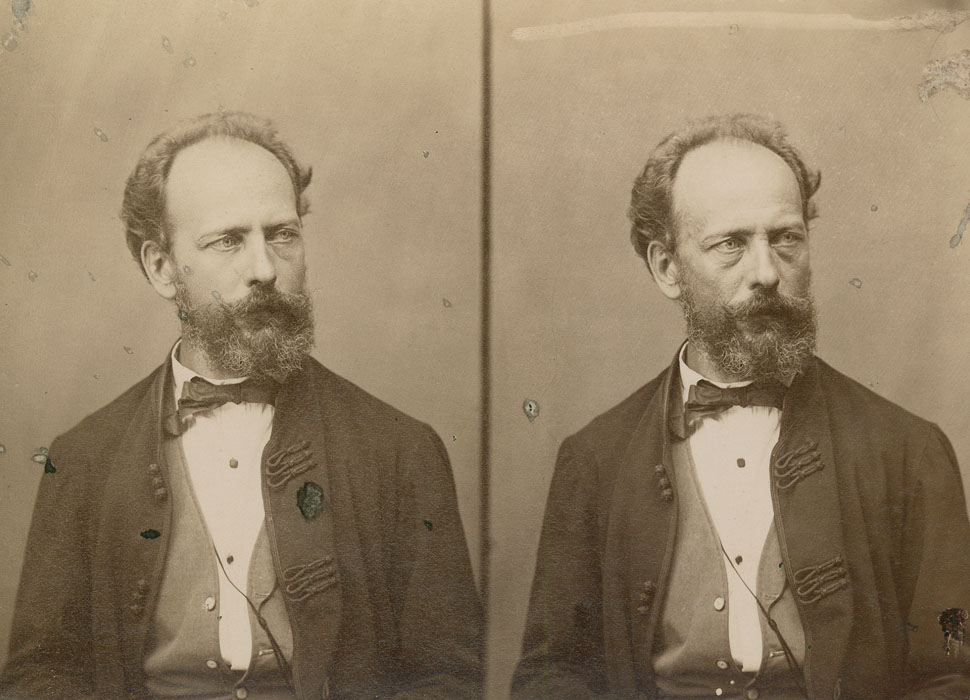
Artúr Görgey (cca 1867)
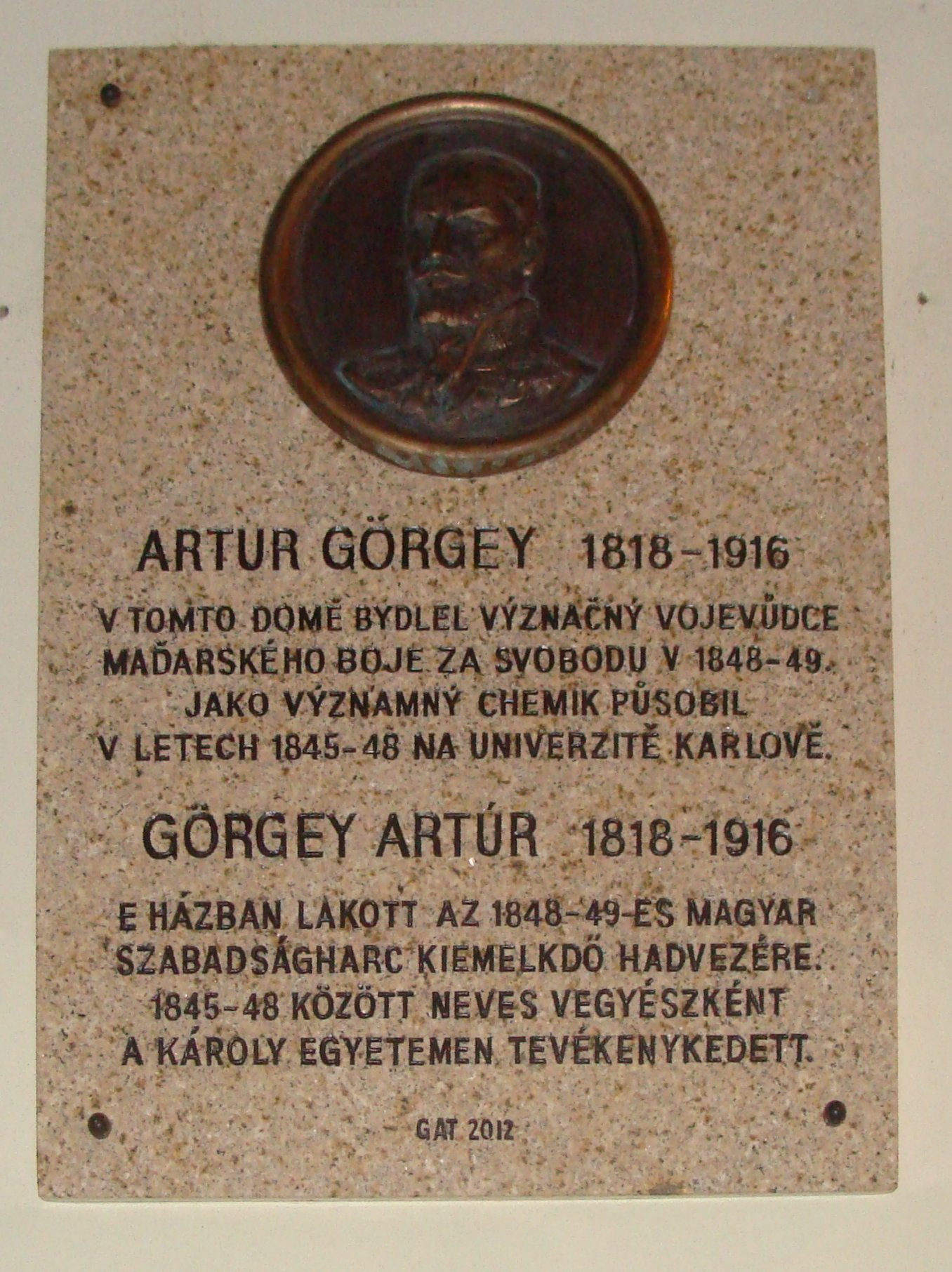
Praha, Kožná 8